# Onderscheidingsvlag Gouverneur Sint Maarten
De onderscheidingsvlag van de gouverneur van Sint Maarten is op 20 september 2010 bij koninklijk besluit nummer 10.002581 vastgesteld als onderscheidingsvlag van de gouverneur van Sint Maarten. Sinds Sint Maarten op 10 oktober 2010 een autonoom land binnen het Koninkrijk der Nederlanden werd, is het de vlag van de gouverneur van dit land.  Voordien werd Sint Maarten vertegenwoordigd door de gouverneur van de Nederlandse Antillen. De gouverneursvlag wordt op de residentie van de gouverneur gehesen als deze op Sint Maarten is. Tevens voert de gouverneur zijn onderscheidingsvlag (in klein formaat) op zijn dienstauto.

## Beschrijving
De vlag wordt als volgt beschreven:
De onderscheidingsvlag van de gouverneur van Sint Maarten is een rechthoekige vlag, waarvan de lengte zich verhoudt tot de hoogte als 3:2, met aan de boven- en onderzijde aansluitend een rode, een witte en een blauwe baan in de kleuren van de Nederlandse vlag, elk met een breedte gelijk aan één twaalfde (1/12) van die van de vlag. De bovenste en onderste drie banen zijn van elkaar gescheiden door een witte baan, waarop in het midden een cirkelvormig vlak met een doorsnede van vijf twaalfde (5/12) van de hoogte van de vlag is aangebracht. Het cirkelvormig vlak is azuurblauw, oranje omzoomd en beladen met een wit gerechtsgebouw. De kleuren in het cirkelvormige vlak zijn uitgevoerd in de kleuren van het wapen van Sint Maarten.